# 威斯康星大學白水分校
威斯康星大學白水分校（University of Wisconsin–Whitewater，亦稱：UW–Whitewater）是威斯康星大學系統內、位於美國威斯康星州白水的一所公立大學，成立於1868年。2015年《美國新聞與世界報道》在“中西部地區大學”排名中將其列在第48位。

## 校区

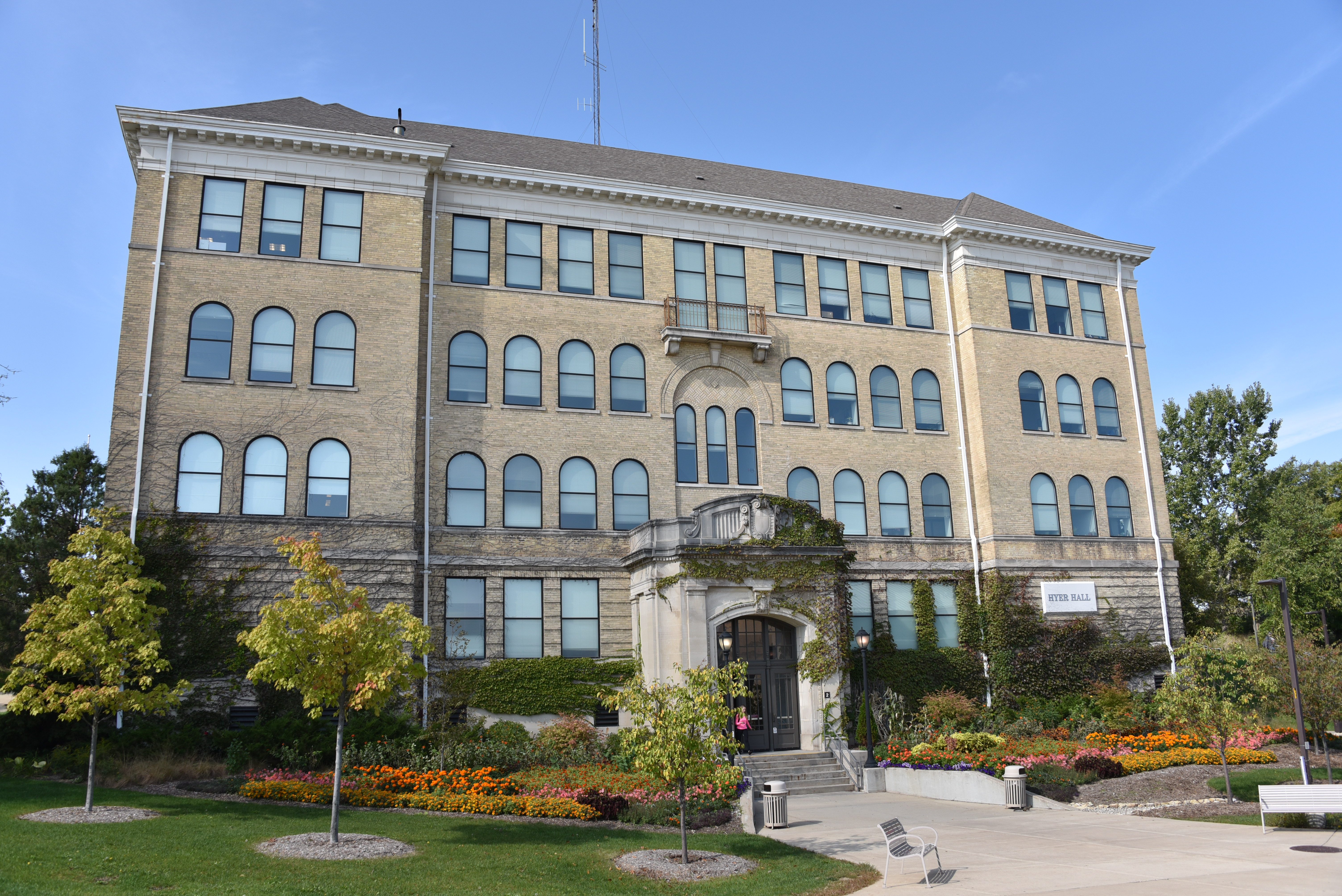
Old Main东翼

该大学位于威斯康星州东南部的白水，占地400 acre（160 ha）。大学最古老的建筑“Old Main”在1970年2月7日失火，现仅存东翼，为该大学行政中心所在地，但也有教室。